# Brottsoffermyndigheten
Brottsoffermyndigheten är Sveriges expertmyndighet för brottsofferfrågor. Myndigheten är en svensk statlig förvaltningsmyndighet och har till uppgift att främja alla brottsoffers rättigheter, uppmärksamma deras behov och intressen samt vara ett informations- och kunskapscentrum för brottsofferfrågor. Brottsoffermyndigheten inrättades 1994 och finns i Umeå. Den sorterar under Justitiedepartementet. 

## Verksamhet
Brottsoffermyndighetens vedertagna förkortning är BrOM (stort B, litet r, stort O och stort M). Myndigheten har rikstäckande ansvar för fyra områden: 

### Brottsskadeersättning
Ersättning för skador på grund av brottet till exempel "sveda och värk" till brottsoffer som inte kan få ersättning av gärningspersonen.
Om den som begått brott saknar förmåga att betala skadestånd och om det inte finns någon försäkring för skadorna, kan offret ha rätt till brottsskadeersättning av statliga medel. Den rätten kan finnas även om gärningspersonen är okänd. Ersättningen kompenserar framför allt personskador och kränkning.

### Brottsofferfonden
Finansiering till forskning samt andra brottsofferinriktade projekt, genom en avgift från personer som dömts för brott. 
Fondens medel delas ut till forskning och andra brottsofferinriktade projekt drivna i ideell, offentlig eller privat regi. Fonden byggs huvudsakligen upp av en särskild avgift som varje dömd person ska betala om brottet kan leda till svårare straff än penningböter. Sedan 1 februari 2023 är avgiften 1 000 kronor, och årligen fördelas drygt 40 miljoner kr ur fonden.

### Kunskapscentrum
Informationsspridning för bättre bemötande av brottsoffer.
Brottsoffermyndigheten ska samla och sprida information och forskningsresultat för att bidra till ett bättre bemötande och behandling av brottsoffer. Det sker bland annat genom informationsmaterial till andra myndigheter, ideella organisationer och brottsoffer. Brottsoffermyndigheten arrangerar också konferenser, temadagar och vidareutbildningar. 
Brottsoffermyndigheten genomför flera olika projekt och uppdrag. En del av projekten är egna initiativ medan andra sker på uppdrag av regeringen. Bland regeringsuppdragen kan nämnas informationssatsningar för att öka kunskapen om Sveriges sexualbrottslagstiftning, som bland annat resulterade i webbplatsen Av fri vilja. Ett annat uppdrag handlade om att ta fram utbildnings- och informationsmaterial om stöd till deltagare i det demokratiska samtalet som utsätts för hot och hat. Uppdraget genomfördes i samråd med bland andra Brottsförebyggande rådet, Brottsofferjouren Sverige, Polismyndigheten och Socialstyrelsen och resulterade i webbplatsen tystnainte.se.

### Regress
I Brottsoffermyndighetens uppdrag ligger också att kräva tillbaka den utbetalda brottsskadeersättningen av gärningspersonen. Myndighetens regressavdelning ansvarar för denna uppgift.

## Generaldirektörer
- 1994–2004: Britta Bjelle
- 2005–2012: Margareta Bergström
- 2012–2021: Annika Öster
- 2021–: Anders Alenskär (tillträdde 1 november 2021)